# José Raydan
José Raydan là một đô thị thuộc bang Minas Gerais, Brasil. Đô thị này có diện tích 181,407 km², dân số năm 2007 là 4146 người, mật độ 19,6 người/km².